# Orden de Carlos III
La Real y Distinguida Orden Española de Carlos III (anteriormente Real y Muy Distinguida Orden de Carlos III) es una orden que fue establecida por el rey Carlos III, mediante real cédula de 19 de septiembre de 1771 con el lema latino Virtuti et merito, con la finalidad de condecorar a aquellas personas que se hubiesen destacado especialmente por sus buenas acciones en beneficio de España y la Corona. Desde su creación, es la más distinguida condecoración civil que puede ser otorgada en España. Aunque desde su creación se encuentra dentro de la categoría de las órdenes militares, concretamente es una orden de caballería, formalmente se convirtió en orden civil en 1847.
Tanto la Orden como las condecoraciones que se otorgan están reguladas en un real decreto de 2002, donde se fija como objetivo «recompensar a los ciudadanos que con sus esfuerzos, iniciativas y trabajos hayan prestado servicios eminentes y extraordinarios a la Nación» y por una Orden de 8 de mayo de 2000.

## Historia

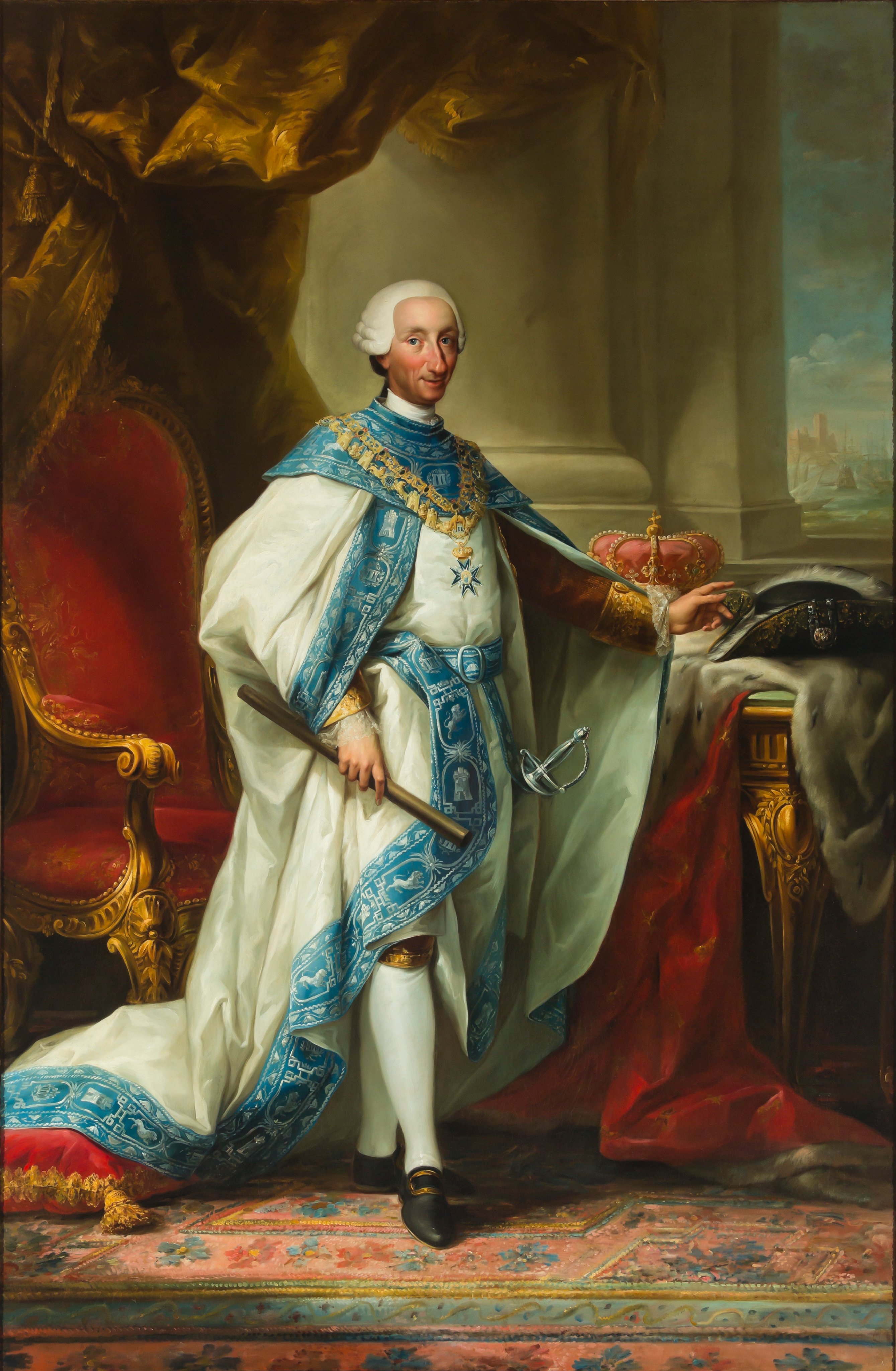
Carlos III con el hábito de su Orden (Palacio Real de Aranjuez).

Aunque la Real Cédula de creación es de septiembre de 1771, Carlos III no hizo públicas las disposiciones que habrían de regular la distinción hasta el 24 de octubre La razón para ello estuvo en el origen de la Orden. El futuro rey y príncipe de Asturias, Carlos, llevaba cinco años de matrimonio sin hijos, por lo que al nacer el primer infante quiso su abuelo, Carlos III, dejar constancia de su gratitud a Dios —al que afirmaba haber rezado en espera de la continuidad de la dinastía— y, en especial, a la Virgen María en su advocación de Inmaculada Concepción y de quien se declaraba el rey profundamente devoto. Así, en la fecha señalada, cuando la nuera del rey había podido asistir al primer oficio religioso con el niño en brazos, quiso el rey promulgar las normas de concesión, nombrándose a sí mismo gran maestre de la Orden y fijando en sus herederos, siempre que ostentasen el título de rey de España, el mismo tratamiento y cargo. Aunque el infante y varios hermanos murieron poco después, Carlos III mantuvo su compromiso, si bien el número de Cruces otorgadas fue muy reducido por el pesar del monarca.
Las disposiciones de creación exigían dos requisitos: ser benemérito y afecto a Su Majestad. Se crearon dos clases: las «Grandes Cruces» y las «Pensionadas», siendo discrecional por el monarca su concesión, aunque autolimitó a sesenta las primeras y a doscientas las segundas. En 1783 se ampliaron las órdenes a tres, con la de «Caballeros Supernumerarios», cuya importancia se situaba entre las dos anteriores. En este momento se precisaron más las obligaciones y requisitos de los titulares: debían tener pureza y nobleza de sangre hasta sus bisabuelos, conforme regulaba el Fuero Viejo de Castilla y las demás normas vigentes. Los recibidos en la Orden debían jurar fidelidad a la persona del rey, a su familia, a la protección de los bienes de la casa real, reconocerle como gran maestre, vivir y morir en la fe católica, aceptando como indubitado el Misterio de la Inmaculada Concepción, y asistir al menos una vez al año a una misa completa y comulgar.

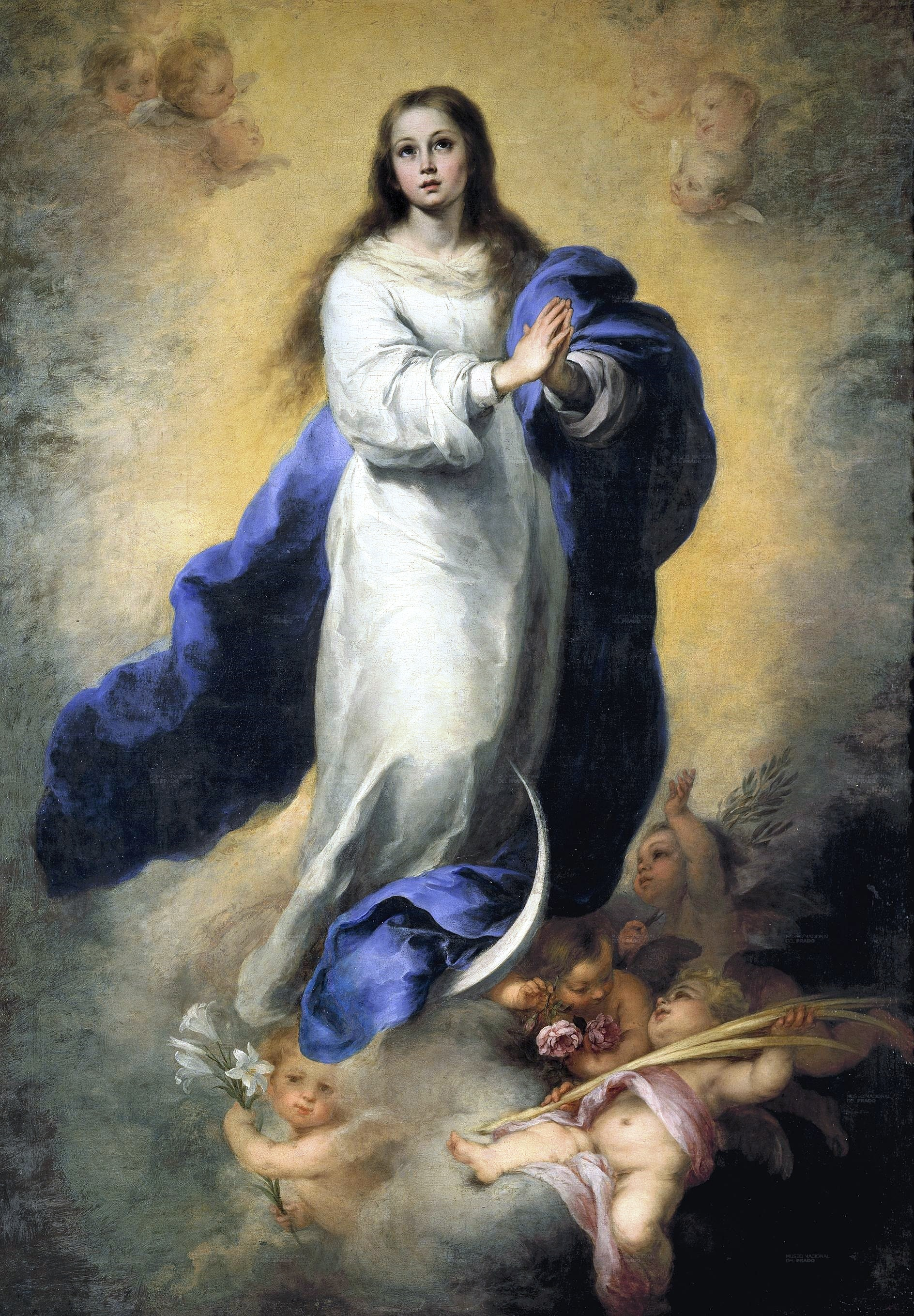
Representación de la Inmaculada Concepción, por Murillo, en la que los colores dominantes —azul y blanco— de la vestimenta de la Virgen María fueron los que se establecieron desde el inicio para configurar las distinciones de la Orden de Carlos III.

El papa Clemente XIV, el 21 de febrero de 1772 reconoció a la Orden mediante bula y le otorgó beneficios religiosos, tanto a la misma como a sus integrantes, reconociendo al gran maestre toda la capacidad para disponer en materia religiosa sobre los miembros, incluso la absolución y la bendición apostólica. Los beneficios de los integrantes de la Orden fueron de distinta índole, ampliándose después con Pío VI.
Las insignias de la Orden han variado a lo largo del tiempo, pero invariablemente han mantenido rasgos originales: banda de seda azul con cantos blancos, cruz de ocho puntas con la imagen de la Inmaculada Concepción, la leyenda Virtuti et Merito y la cifra del rey fundador.
Aunque a la fundación de la Orden, el monarca hizo depósito anual de su fondo personal de un millón y medio de reales para cubrir las distinciones pensionadas, la cuantía no fue suficiente, por lo que hubo de retribuirse según antigüedad, al tiempo que se detrajo de otras órdenes militares o civiles las cantidades sobrantes por estar vacante la concesión.

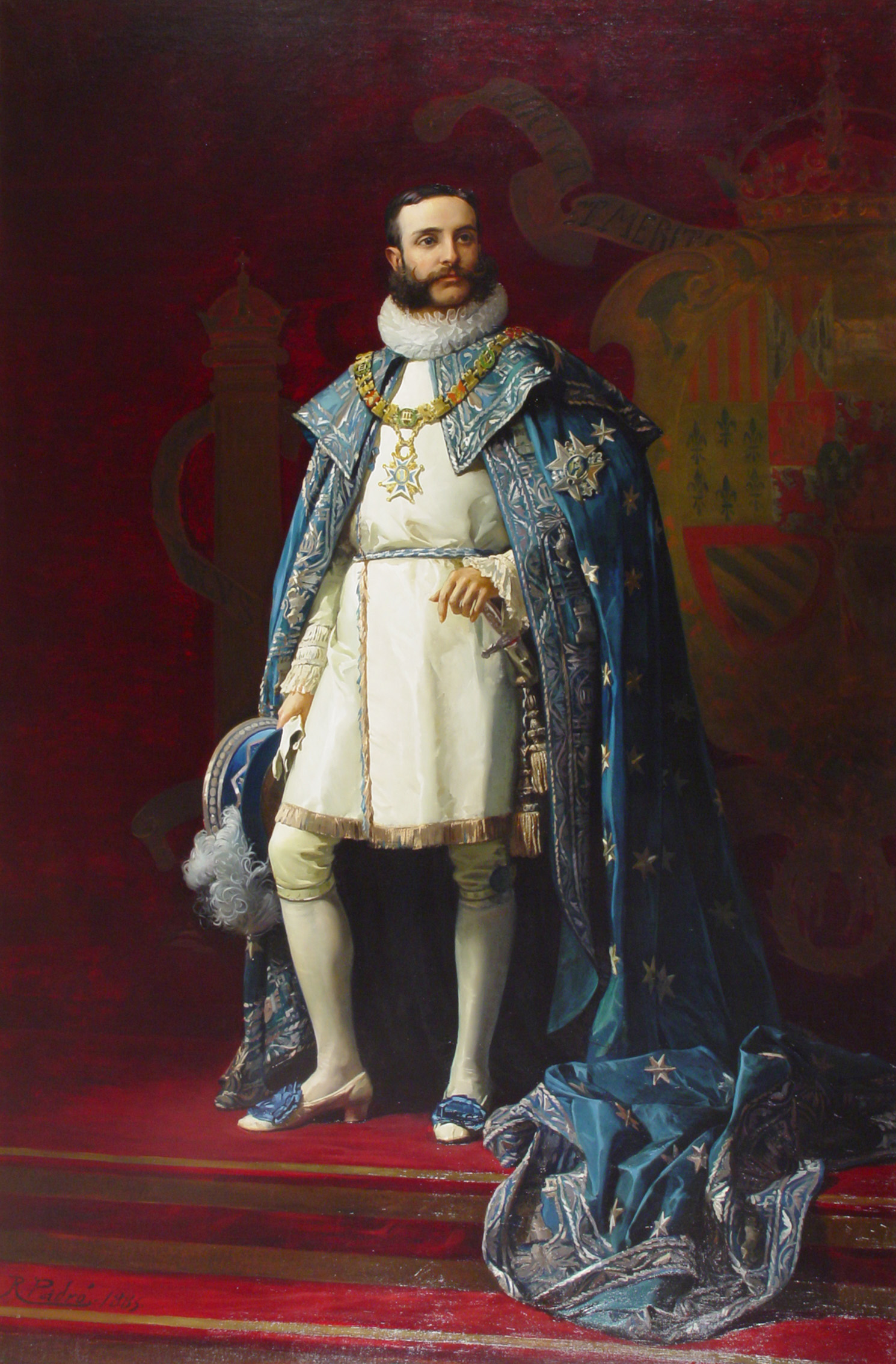
El rey Alfonso XII ataviado con el atuendo de gran maestre de la Orden, por Ramón Padró y Pedret.

El gobierno de la Orden se fue haciendo más complejo, aunque en realidad era el monarca y el tesorero quienes terminaban por fijar las concesiones y retribuciones. Especial cuidado tuvo el rey en incorporar a la Orden los teólogos de la Corona que indagaban los misterios de la Virgen María, llegando en algunos casos a ser más numerosos los eclesiásticos que los caballeros y nobles que la conformaban. Las reuniones se formalizaban en la iglesia de San Gil en Madrid dos veces al año, una coincidiendo con la Inmaculada Concepción y otra con el Día de Todos los Santos. Con Carlos IV se hicieron algunas reformas en las vestimentas y distribución de los colores en las distinciones. La invasión francesa provocó que dos instituciones se arrogasen la facultad del gobierno de la Orden, otorgando ambas distinciones: el rey José I y la Junta Suprema Central en nombre de Fernando VII. Al final, las otorgadas por el monarca napoleónico fueron abolidas por él mismo. Los colores de la banda de la orden fueron adoptados por algunos miembros de la primera junta argentina para significar su adhesión al rey Fernando VII y pasarían posteriormente a representar el movimiento independentista.
Con el rey Fernando VII se trasladó la sede al monasterio de las Descalzas Reales y al monasterio de la Encarnación de Madrid a un tiempo. Durante este reinado se ampliaron las distinciones y se modificaron las normas, exigiéndose mayores requisitos para ingresar. Sin embargo, la reforma más profunda se produjo durante el reinado de Isabel II. Un modelo de España liberal requirió adaptar todas las órdenes militares y civiles. El Real Decreto de 26 de julio de 1847 estableció el carácter exclusivamente civil de la orden y configuró cuatro grados. A partir de ese momento fueron los méritos, y no exclusivamente el afecto a la Corona y su reina, los que determinaron el acceso.
Aunque la Orden se abolió durante unos meses coincidiendo con la Primera República, fue restablecida aun antes de la restauración borbónica en la persona de Alfonso XII. Hasta la llegada de la Segunda República, que suprimió de nuevo la Orden, se procedió a refundir las distintas disposiciones que regulaban las materias, y se fueron incluyendo causas para la pérdida de las distinciones.
Tras finalizar la Guerra Civil, la dictadura franquista restableció la Orden el 10 de mayo de 1942 en contra del expreso deseo de los herederos de la Corona española. Con la monarquía constitucional en la persona de Juan Carlos I, la Orden se ha ido modernizando, permitiendo la incorporación de las mujeres a la misma desde 1983.

## El gobierno de la Orden
- Los títulos asociados al gobierno de la Orden son:
  - El gran maestre de la Orden, cuyo título ostenta el rey de España y en nombre del cual se efectúan los nombramientos y se otorgan las distinciones.
  - El gran canciller de la Orden, que será el presidente del Gobierno y ostenta la mayoría de los poderes, junto al Consejo de Ministros.
  - El ministro general de la Orden, que recae en la Secretaría General de la Presidencia del Gobierno y cuya labor es la de instruir los expedientes.
  - El ministro maestro de ceremonias–contador, que recae en el director del Departamento de Protocolo de la Secretaría General de la Presidencia del Gobierno.

- Los órganos de Gestión son:
  - Como órgano unipersonal y que ostenta la mayoría de las funciones que llevan aparejada la resolución, el gran canciller de la Orden, apoyado en el Consejo de Ministros.
  - La Cancillería de la Orden, integrada por el ministro general de la Orden y el ministro maestro de Ceremonias–contador, con funciones de instrucción y de administración.
  - El Consejo de la Orden, cuya misión es asesorar al gran canciller en cuantas consultas le haga, y que está integrado por este, el jefe de la Casa de Su Majestad el Rey y siete miembros entre los condecorados a elección del gran canciller.

## Los grados y distinciones
Los grados de la Orden son cinco: collar, gran-cruz, encomienda de número, encomienda y cruz.

### El Collar

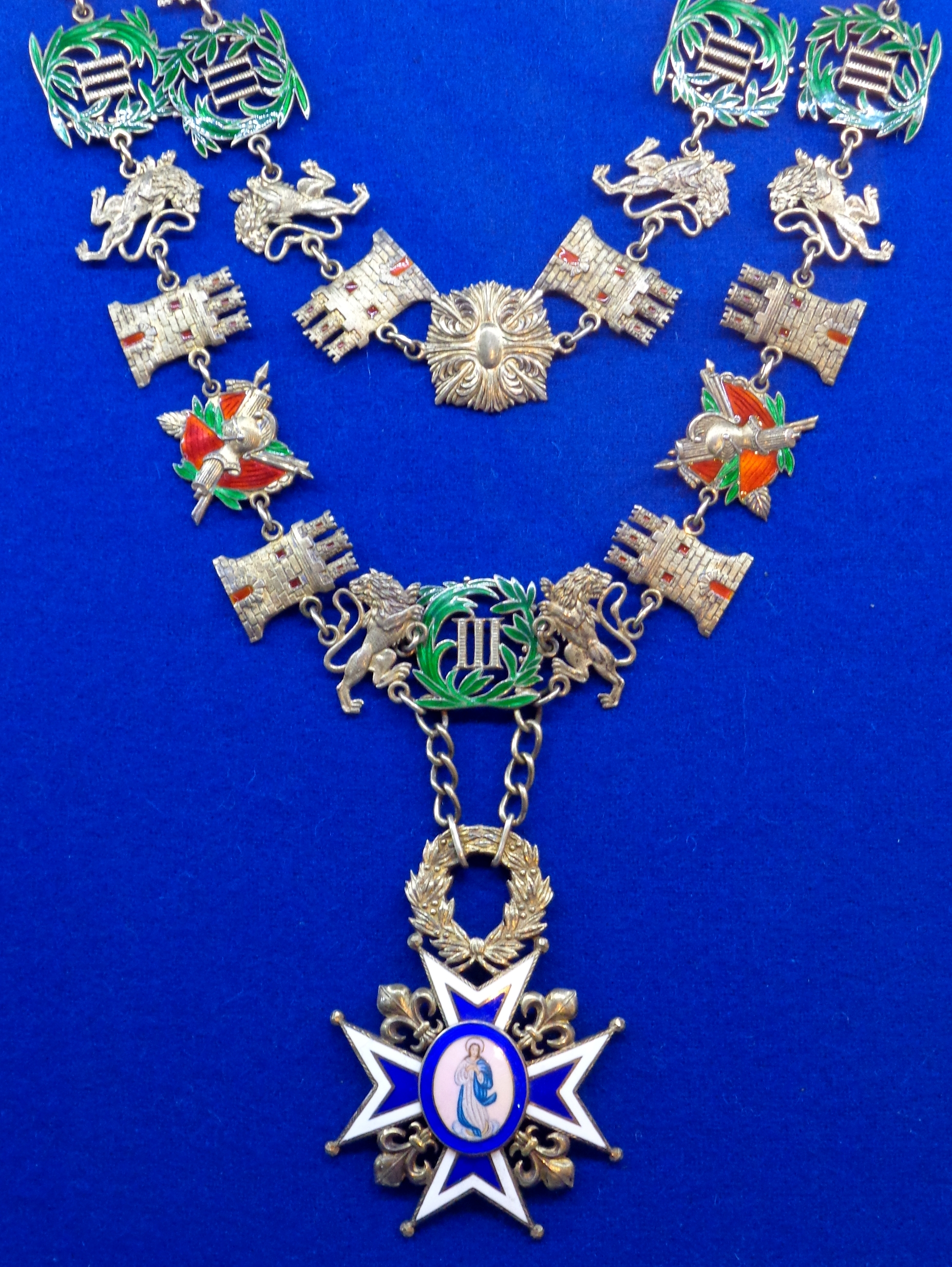
Collar de la Orden.

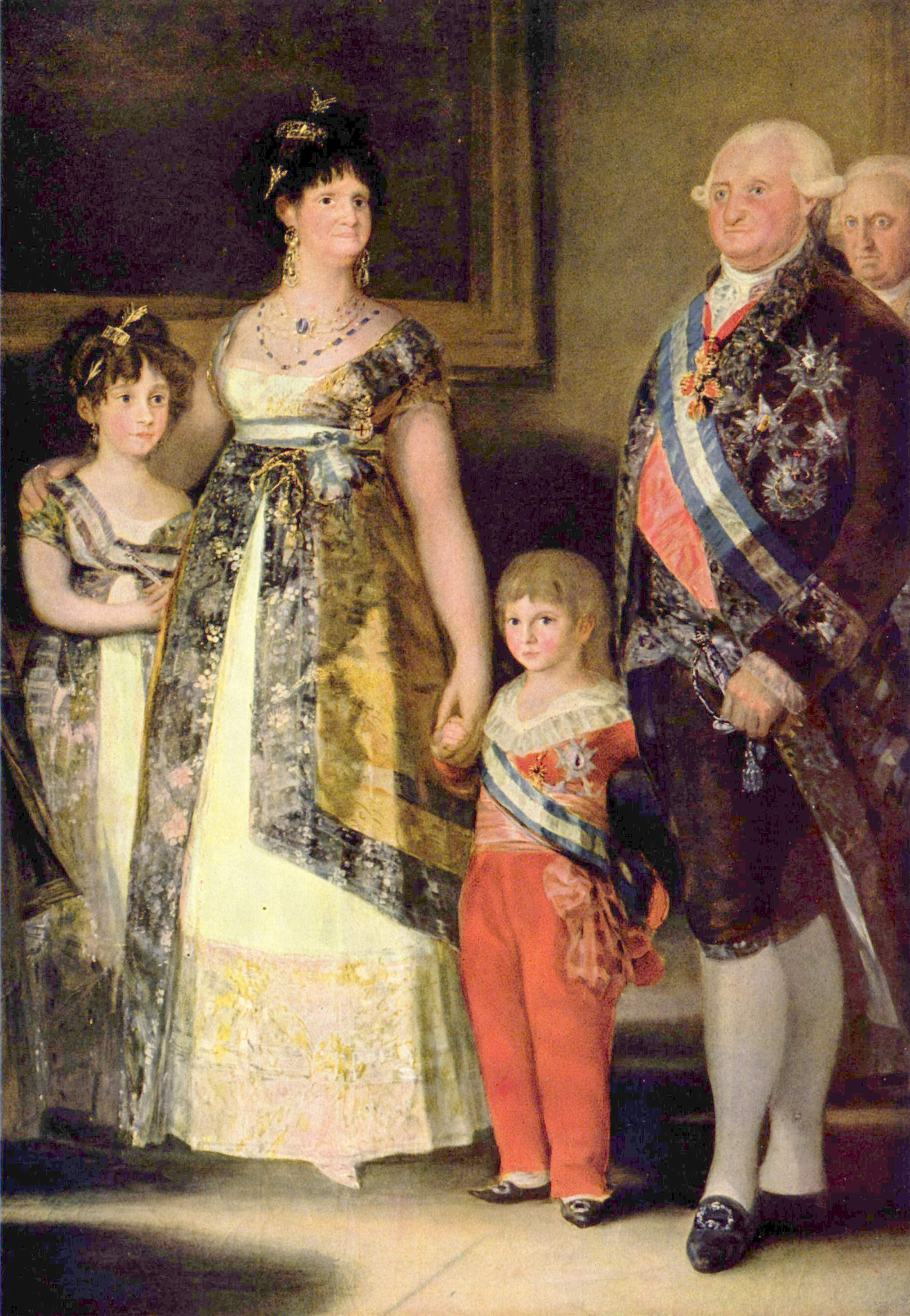
Detalle del cuadro La familia de Carlos IV, de Francisco de Goya, donde se aprecia al monarca con la venera, acompañada de la banda azul y blanca, símbolos del gran maestre de la Orden.

Está reservado a los miembros de la familia real española, los jefes de Estado y de Gobierno y a aquellos ciudadanos españoles que posean, al menos durante 3 años, la Gran Cruz. El número de ciudadanos vivos españoles que, con excepción de la familia real, pueden recibir el Collar está restringido a 25. La descripción de la distinción que hace el reglamento es:

Collar: estará formado por la sucesión de piezas o eslabones siguiente: la cifra de oro del Monarca que da nombre a la Real Orden, orlada de palma y laurel de oro, esmaltados en verde y rojo; seguida, a ambos lados, por dos leones rampantes de oro vueltos hacia la cifra, seguidos cada uno por un castillo, también de oro, al que sucede un trofeo de guerra, compuesto por un casco de caballero de oro y dos banderas en aspa, la puesta en banda de oro, esmaltada en rojo, acompañada de un basto de oro, y la puesta en barra esmaltada en azul, acompañada por un haz de líctor de oro, todo orlado de hojas de laurel esmaltadas en verde. A esta secuencia seguirá otra de castillo, león, cifra, león, castillo, trofeo, hasta completar el total de eslabones que forman el collar, que será de 41. De la de la cifra, que figurará como central, penderá la venera de la Orden, mediante dos cadenillas de oro.

A esta pieza acompaña la Venera que debe ser: 

... una cruz de oro, formada por cuatro brazos iguales, simétricos dos a dos, rematados por ocho esferas de oro, cuyo centro o llama será de esmalte azul añil, contornado por una franja de esmalte blanco. En cada entrebrazo figurará una flor de lis de oro pulido. En el anverso, en exergo, sobrepuesto un óvalo de oro, orlado de esmalte azul, en cuyo centro llevará la imagen de la Purísima Concepción en sus esmaltes. En el reverso, llevará, en exergo, un óvalo en cuyo centro, esmaltado en azul, con la cifra de Carlos III de oro, orlada con la leyenda «VIRTUTI ET MERITO» de oro, sobre esmalte blanco. Esta cruz irá coronada por dos ramas de laurel de oro, anudadas por un lazo de esmalte azul. Sus dimensiones máximas son de 50 milímetros de ancho por 75 milímetros de alto, incluida la corona de laurel.

Cuando no lo requieran las circunstancias, se autoriza el uso de una Gran Cruz del Collar, insignia más sencilla y que sustituye a las miniaturas que sí están autorizadas en otros grados. El tratamiento recibido por los titulares del Collar es el de «Excelentísimo». Los herederos de los condecorados con el Collar están obligados a su restitución al Estado tras el fallecimiento del titular.

### La Gran Cruz

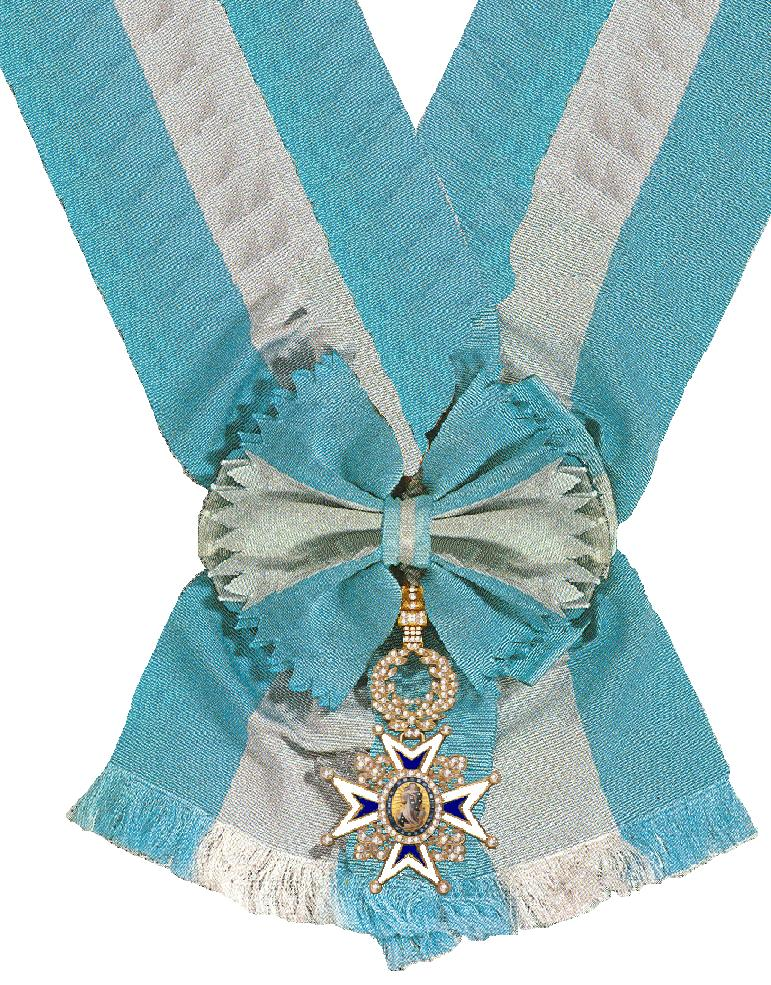
Banda de Caballero con la Gran Cruz de la Orden.

Se reserva a quienes, habiendo cumplido servicios relevantes para España, fueran o hubieran sido presidentes del Congreso de los Diputados, del Senado, del Tribunal Constitucional, del Consejo General del Poder Judicial, del Tribunal Supremo, ministros u otras altas autoridades del Estado (cargo que en 2010 solo ostentan los secretarios de Estado), además de todos aquellos que posean otra «Gran Cruz» civil o militar española durante, al menos, 3 años. El número máximo de Grandes Cruces está limitado a 100, sin contar las concedidas a los ministros. El reglamento describe así la distinción:

Será una banda de seda, de 101 milímetros de ancho, de color azul celeste, con una franja central de color blanco de 33 milímetros de ancho. Dicha banda se unirá en sus extremos mediante un rosetón picado, confeccionado con la misma tela que la banda, del cual penderá la venera de la Real Orden, cuyas dimensiones máximas serán de 50 por 75 milímetros. Conjuntamente con la Banda se ostentará una placa de plata abrillantada, de dimensiones máximas de 75 por 80 milímetros, formada por cuatro brazos iguales con ocho puntas rematadas por sendas semiesferas lisas, simétricos dos a dos. En cada entrebrazo figurará una flor de lis de plata abrillantada. Como exergo, un óvalo en cuyo centro llevará la imagen de la Purísima Concepción en sus esmaltes y, a sus pies, la cifra de Carlos III, orlada de laurel, con el lema «VIRTUTI ET MERITO», sobre una cartela esmaltada en blanco, orlada de una franja de esmalte azul. Cerrando el óvalo, una franja de esmalte azul orlada de plata abrillantada.

Como miniatura de la Gran Cruz se establece una para ojal o banda, o en su sustitución una roseta sobre galón de oro y como pasador de insignia en los uniformes de diario de los miembros de las Fuerzas Armadas una Corona Real con un distintivo blanco y azul. El tratamiento de los titulares es de «Excelentísimo» y los herederos no están obligados a la devolución de la Gran Cruz a la muerte del titular, si bien deben comunicarlo a la Cancillería de la Orden.

### La Encomienda de Número

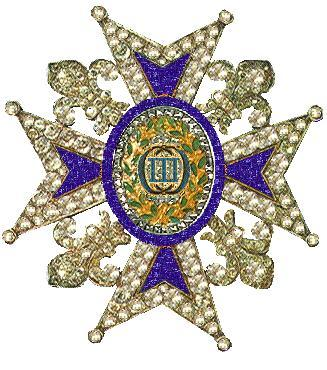
Cruz de la Encomienda de Número de la Orden de Carlos III.

Se concede a los ciudadanos que, habiendo prestado notables servicios a España, tuvieran la Encomienda con más de 3 años de antigüedad, o reúnan los requisitos exigidos para la Gran Cruz pero no ostenten o hayan ostentado cargo alguno de los mencionados para recibirla. Su vinculación clara con la Gran Cruz hace que su número también esté limitado a 200. El reglamento describe así la distinción:

Los Comendadores de Número llevarán como insignia una placa de plata abrillantada, de dimensiones máximas de 75 por 80 milímetros, formada por cuatro brazos iguales con ocho puntas rematadas por sendas semiesferas lisas, simétricos dos a dos, cuyo centro o llama será de esmalte azul. En cada entrebrazo figurará una flor de lis de plata abrillantada. En exergo, un óvalo en cuyo centro llevará la cifra de Carlos III de oro, sobre esmalte azul, orlada por una corona de laurel, en sus esmaltes, todo ello calado y sobre un fondo de plata pulida.

Como miniatura de la Encomienda de Número se establece una para ojal o banda, o en su sustitución una roseta sobre galón de oro y plata por mitades y como pasador para la insignia del uniforme de diario de las Fuerzas Armadas, la cinta como en los demás casos con la cifra del monarca Carlos III. Los titulares tienen el tratamiento de «Ilustrísimo» y a su muerte los herederos no están obligados a la devolución de la Encomienda de Número, si bien deben comunicar el óbito a la Cancillería de la Orden.

### La Encomienda

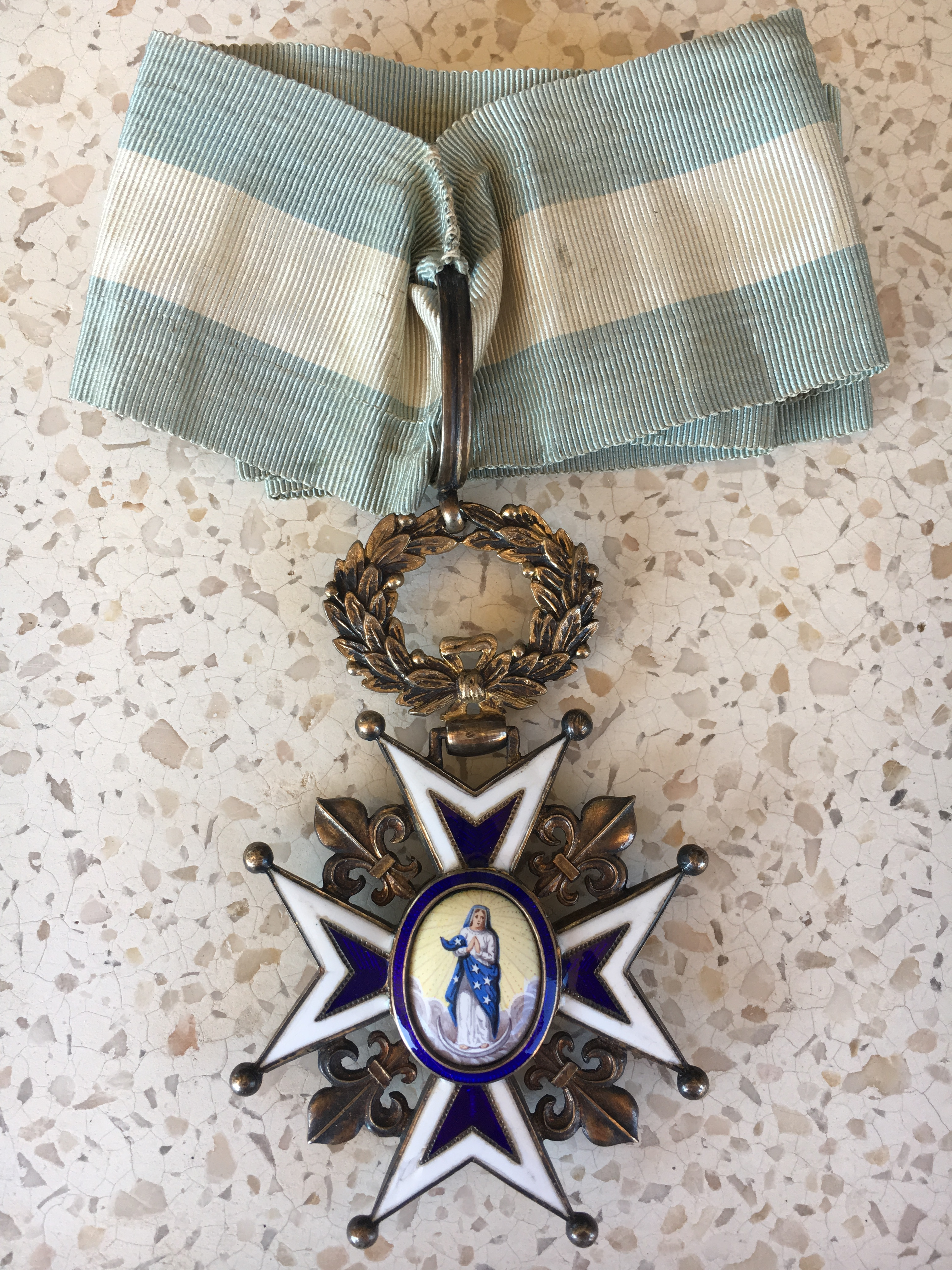
Encomienda de la Orden.

Se concede a los ciudadanos que, habiendo prestado notables servicios a España, tuvieran la Cruz con más de 3 años de antigüedad. La Encomienda es, así, un grado que se alcanza solo por antigüedad y su número no está limitado. El reglamento describe así la distinción:

Los Comendadores llevarán, pendiente del cuello con una cinta azul celeste de 45 milímetros de ancho, con una franja central de color blanco de 15 milímetros de anchura, una cruz de oro, de 52 milímetros de diámetro, formada por cuatro brazos iguales, simétricos dos a dos, rematados por ocho esferas de oro, cuyo centro o llama será de esmalte azul añil, contornado por una franja de esmalte blanco. En cada entrebrazo figurará una flor de lis de oro pulido. En el anverso, en exergo, sobrepuesto un óvalo de oro, orlado de esmalte azul, en cuyo centro llevará la imagen de la Purísima Concepción en sus esmaltes. En el reverso, llevará, en exergo, un óvalo en cuyo centro, esmaltado en azul, con la cifra de Carlos III de oro, orlada con la leyenda «VIRTUTI ET MERITO» de oro, sobre esmalte blanco. Esta cruz irá coronada por dos ramas de laurel de oro, anudadas por un lazo de esmalte azul, en cuya parte superior se encontrará el ojal para el paso de la cinta.

Como miniatura de la Encomienda se establece una para ojal o banda, o en su sustitución una roseta sobre galón de plata y como pasador para la insignia del uniforme de diario de las Fuerzas Armadas, la cinta como en los demás casos con la Venera en miniatura. Los titulares tienen el tratamiento de «Ilustrísimo» y a su muerte no están obligados a la devolución de la Encomienda de número, si bien deben comunicar el fallecimiento del titular a la Cancillería de la Orden.

### La Cruz

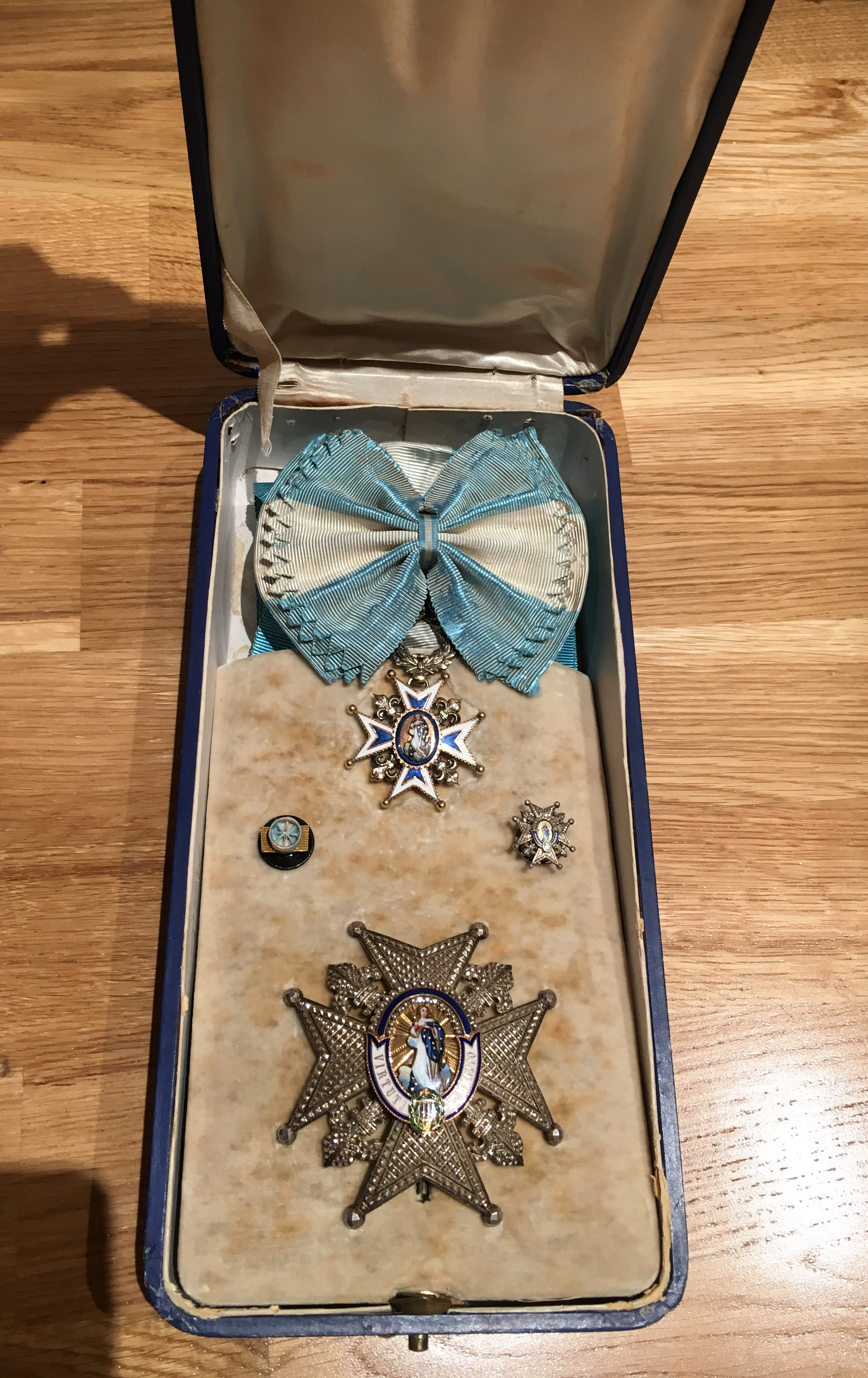
Estuche de la Gran cruz.

Constituye el modo ordinario de entrada en la Real y Distinguida Orden de Carlos III, siempre que los así recompensados hayan prestado notables servicios a España y no sean acreedores de otra distinción civil o militar española por los mismos méritos. El número de Cruces no está limitado. El reglamento describe así la distinción:

Llevarán una cruz de oro, formada por cuatro brazos iguales, simétricos dos a dos, rematados por ocho esferas de oro, cuyo centro o llama será de esmalte azul añil, contornado por una franja de esmalte blanco. En cada entrebrazo figurará una flor de lis de oro pulido. En el anverso, en exergo, sobrepuesto un óvalo de oro, orlado de esmalte azul, en cuyo centro llevará la imagen de la Purísima Concepción en sus esmaltes. En el reverso, llevará, en exergo, un óvalo en cuyo centro, esmaltado en azul, con la cifra de Carlos III de oro, orlada con la leyenda “VIRTUTI ET MERITO” de oro, sobre esmalte blanco. Esta cruz irá coronada por dos ramas de laurel de oro, anudadas por un lazo de esmalte azul. Sus dimensiones máximas son de 50 milímetros de ancho por 75 milímetros de alto, incluida la corona de laurel. Esta insignia se portará mediante un pasador-hebilla de metal dorado, pendiente de una cinta de 30 milímetros de anchura, de color azul celeste, con una franja en el centro de color blanco, de 10 milímetros de anchura.

Como miniatura de la Cruz se establece una para ojal o banda, o en su sustitución una roseta simple sin galón alguno y como pasador para la insignia del uniforme de diario de las Fuerzas Armadas, la cinta como en los demás casos sin otra señal identificativa. Los titulares tienen el tratamiento de «Ilustrísimo» y a su muerte no están obligados a la devolución de la Encomienda de número, pero como en anteriores supuestos deben comunicar a la Cancillería de la Orden el fallecimiento del titular.

### Cintas e Insignias

#### Cintas
| Cintas |           |                      |            |      |
| Collar | Gran Cruz | Encomienda de Número | Encomienda | Cruz |

#### Insignias

Collar
Collar (Cruz)
Gran Cruz
Encomienda de Número
Encomienda (Comendador)
Encomienda (Comendadora)
Cruz

## Miembros actuales de la Orden

### Caballeros y damas del Collar

Antiguas armas reales de España embellecidas con el manto y el collar de la Orden.

| N.º | Caballero / dama                                  | Concesión | Notas                                                     |
| --- | ------------------------------------------------- | --------- | --------------------------------------------------------- |
| 1   | Juan Carlos I (n. 1938)                           | 1962      | Rey de España y gran maestre (1975-2014)                  |
| 2   | António Ramalho Eanes (n. 1935)                   | 1978      | Presidente de Portugal (1976-1986)                        |
| 3   | Carlos XVI Gustavo de Suecia (n. 1946)            | 1979      | Rey de Suecia (desde 1973)                                |
| 4   | Margarita II de Dinamarca (n. 1940)               | 1980      | Reina de Dinamarca (1972-2024)                            |
| 5   | Akihito de Japón (n. 1933)                        | 1981      | Emperador del Japón (1989-2019)                           |
| 6   | Sofía de Grecia (n. 1938)                         | 1983      | Reina consorte de España (1975-2014)                      |
| 7   | Vigdís Finnbogadóttir (n. 1930)                   | 1985      | Presidenta de Islandia (1980-1996)                        |
| 8   | Felipe VI (n. 1968)                               | 1986      | Actual rey de España y gran maestre (desde 2014)          |
| 9   | Enrique I de Luxemburgo (n. 1955)                 | 2001      | Gran duque de Luxemburgo (desde 2000)                     |
| 10  | Mohamed VI de Marruecos (n. 1963)                 | 2005      | Rey de Marruecos (desde 1999)                             |
| 11  | Abdulá II de Jordania (n. 1962)                   | 2006      | Rey de Jordania (desde 1999)                              |
| 12  | Harald V de Noruega (n. 1937)                     | 2006      | Rey de Noruega (desde 1991)                               |
| 13  | Nicolas Sarkozy (n. 1955)                         | 2009      | Presidente de Francia y copríncipe de Andorra (2007-2012) |
| 14  | Michelle Bachelet Jeria (n. 1951)                 | 2014      | Presidenta de Chile (2006-2010; 2014-2018)                |
| 15  | Enrique Peña Nieto (n. 1966)                      | 2015      | Presidente de México (2012-2018)                          |
| 16  | Marcelo Rebelo de Sousa (n. 1948)                 | 2018      | Presidente de Portugal (desde 2016)                       |
| 17  | Leonor de Borbón (n. 2005)                        | 2023      | Princesa de Asturias (desde 2014)                         |
| 18  | António de Oliveira Guterres (n. 1949)            | 2023      | Secretario general de la ONU (desde 2017)                 |
| 19  | Guillermo Alejandro de los Países Bajos (n. 1967) | 2024      | Rey de los Países Bajos (desde 2013)                      |
| 20  | Sergio Mattarella (n. 1967)                       | 2024      | Presidente de la República Italiana (desde 2015)          |

## Desposesión de distinciones
El agraciado con cualesquiera de las categorías que haya sido sentenciado por la comisión de un delito doloso o pública y notoriamente haya incurrido en actos contrario a las razones determinantes de la concesión de la distinción podrá, en virtud de expediente iniciado de oficio o por denuncia motivada, y con intervención del Fiscal de la Real Orden, ser desposeído del título correspondiente a la distinción concedida, decisión que corresponde a quien la otorgó.[cita requerida]